# Кукин, Юрий Алексеевич
Ю́рий Алексе́евич Ку́кин (17 июля 1932, Сясьстрой, Ленинградская область — 7 июля 2011, Санкт-Петербург) — советский и российский поэт, музыкант, бард.

## Биография
Юрий Кукин родился 17 июля 1932 года в посёлке Сясьстрой Ленинградской области. Окончил с отличием Ленинградский государственный институт физической культуры им. П. Ф. Лесгафта (1954).
До 1973 года жил в Петродворце, работал тренером по фигурному катанию в детских спортивных школах Петродворца, Ломоносова, Ленинграда. В 1960-х участвовал в геологических экспедициях в Горную Шорию, на Камчатку, Дальний Восток, Памир.
С юности Кукин увлекался музыкальной самодеятельностью, играл в джазовой группе на барабанах. С 1948 года начал писать и исполнять песни, аккомпанируя себе на семиструнной гитаре. Многие из них получили широкую популярность в среде туристов, геологов. Со временем Кукин стал лауреатом различных конкурсов, фестивалей и т. п., — таких, как конкурсы туристской песни в Москве (1966 и 1967 год), в Ленинграде (1965, 1968), Зелёна-Гуре (Польша, 1973).
В июне 1964 года в Ленинграде прошёл фестиваль «Белые ночи». После этого возникла идея организовать конкурс «самодеятельной» песни в рамках планируемого на 1965 год пятого ленинградского фестиваля молодёжи. На нём прозвучали две песни в исполнении Юрия Кукина — «За туманом» и «Париж».
С 1968 года Кукин выступал как артист Ленконцерта, параллельно работал инструктором физкультуры в ленинградском клубе «Меридиан». С 1971 года работал в Ленинградской областной филармонии, с 1979 года — в Ленконцерте, с 1988 — в Ленинградском театре-студии «Бенефис».
У Юрия Кукина вышли две пластинки на фирме «Мелодия»(1988, 1990), аудиокассеты, компакт-диски и книги песен.
Скончался утром 7 июля 2011 года, у себя дома в Санкт-Петербурге.
Похороны прошли 12 июля на Южном кладбище Санкт-Петербурга.

## Память
Именем Юрия Кукина назван перевал в Заалайском хребте (Памир).

## Список песен
В разделе приведены сведения о 126 песнях, написанных Ю. Кукиным на свои стихи.
| Дата или год написания | I строка                                                 | Название                            | Примечания |
| август или осень 1963  | Горы слева…                                              | Темиртау                            | Написана в Темиртау. |
| 1964 — январь 1965     | Я старый сказочник, — я знаю много сказок…               | Старый сказочник                    | Вариант названия: «Сказочник». Впервые опубликована в составе пластинки «Неизданные песни русских бардов» (1975; Израиль).                    |
| 02.06.1964             | Понимаешь, — это странно, очень странно…                 | За туманом                          | Написана в товарном поезде «Ленинград-Шерегеш». Одна из наиболее известных и популярных песен Ю. Кукина                                       |
| конец июня 1964        | Где ж ты, мой добрый волшебник? — Я до сих пор не летаю… | Волшебник                           | Написана на руднике Шерегеш |
| август 1964            | Ты что, мой друг, свистишь?…                             | Париж                               | Написана в посёлке Каз |
| конец октября 1964     | Горы далёкие, горы туманные, горы…                       | Город                               | Посвящается Новосибирскому Академгородку. Шерегеш — Новокузнецк — Ленинград. Написана в темпе вальса. Одна из наиболее известных песен автора |
| 1964 — начало 1965     | Говоришь, чтоб остался я…                                | Говоришь, чтоб остался я            | — |
| 12—17.07.1965          | А в тайге по утрам — туман…                              | Поезд                               | Написана в товарном поезде «Ленинград-Темиртау»; в темпе медленного вальса                                                                    |
| август—ноябрь 1965     | Мой маленький гном…                                      | Маленький Гном                      | — |
| 1965                   | Ах, гостиница моя; ах, гостиница!..                      | Гостиница                           | — |
| 1965                   | Опять тобой, дорога, желанья сожжены…                    | Солдат Киплинга                     | — |
| 1965                   | Подарите в дорогу песню…                                 | —                                   | — |
| 1965                   | Потянуло, потянуло — холодком осенних писем!…            | Осенние письма                      | — |
| 1965                   | Я — заснувший пассажир…                                  | Миражи                              | — |
| 1965                   | Я губами солнце снял со щёки…                            | —                                   | — |
| июнь—июль 1966         | Почему-то вдруг мне стало неспокойно…                    | SOS                                 | Написана в посёлке Каз |
| 1963 или июль 1966     | 30 лет — это время свершений…                            | 30 лет                              | Написана в темпе вальса |
| 27.09.1966             | Сегодня обнаружил ровно в 8…                             | Потеря                              | Написана в посёлке Каз |
| 1966                   | А ночь надо мной распустила хвост…                       | Осенняя композиция                  | |
| 1966                   | Ну, мне пора идти. Поговорили…                           | Свидание                            | Вариант I строки: «Ну, мне пора идти. Уже поговорили…»                                                                                        |
| 1966                   | Ну, поедем со мной; ну, поехали…                         | Ну, поедем                          | — |
| 1966                   | Я возвратился, сбросил…                                  | Песенка позднего прохожего          | — |
| 1966                   | Я лицо мукою мелкой побелю…                              | Клоун                               | — |
| 1966                   | Я не романтик; нет, я не романтик…                       | Романтика                           | — |
| 1966                   | Я уверен: не лгут мне цветы на снегу…                    | Весенняя песня                      | — |
| 08.08.1967             | Не надо, не надо, — не думай об этом!…                   | Гонимые ветром                      | — |
| 1967                   | «Когда на сердце тяжесть и» плохо в животе…              | Пародия на песню А. Городницкого    | Пародия на песню «Атланты» |
| 1967                   | Распечатать бутыль легко…                                | Пародия на песню Б. Полоскина       | — |
| 1967                   | Я к тебе под одеялом прижмусь…                           | Пародия на песню Е. Клячкина        | — |
| 1967—68                | Ничего, ничего, — всё пройдёт, перестань…                | Ничего                              | — |
| 1967—68                | А Вы что думаете, — мне…                                 | Канатаходец                         | — |
| 1967—68                | У каждого свой Эверест и Монблан…                        | У каждого свой Эверест и Монблан    | Написана в темпе вальса |
| 1967—68                | Милый мой, Вы живёте не так…                             | Милый мой                           | — |
| 1967—68                | Пусть море зовёт: — Давай, давай!…                       | Пусть море позовёт                  | Вариант I строки: «Пусть море позовёт: — Давай, давай!…»                                                                                      |
| 1967—68                | Сегодня прилетел, едва нашёл тебя…                       | Встреча                             | — |
| 25.05.1968             | Мне в жизнь пути весенние…                               | Сумерки                             | Написана в темпе вальса |
| 13.07.1968             | От песен в мире тесно…                                   | Трактат о песнях                    | — |
| 1968                   | И холодно, и ветер…                                      | А всё-таки жаль, что кончилось лето | Написана на Камчатке? |
| 1968                   | А над Петропавловском — снова облака…                    | Камчатская песенка                  | Написана на Камчатке? |
| 1968                   | Я не поздно зайду, а, наверно, по-прежнему в 8…          | Компилятивный романс                | — |
| конец 1968             | Есть поверье у людей, у людей…                           | Сердце Данко                        | — |
| ~1969                  | Как осенний лист, закат на землю падал…                  | И сама не понимаю, почему           | Др. название: «Шлягер» |
| февраль—март 1973      | Ну убежишь, ну убежишь…                                  | Остаётся                            | Написана в поезде |
| 25.7.1980              | Не помнил я, куда летел…                                 | Палатка в облаках                   | Написана в день смерти В.Высоцкого; в темпе марша                                                                                             |
| ~1984                  | Он ушёл мимоходом, заглядевшись на небо…                 | Памяти Визбора                      | Авторство Ю. Кукина под сомнением |

Другие песни:

| - А метель кружила… - А мне порою так бывает тошно… — (Арику Круппу) - Ах этот дом на полпути… (Дом на полпути) - Ах, чтоб мне лопнуть — это ж старый Билл!.. (Ковбой) - Было тихо тогда… (Расставание) - В конце концов, плевать на это… - Ветреная девочка, давняя любовь… - Вот вы поверили в меня, а жаль мне… - Вот придумал я как-то… (В Африке) - Вот якорь поднят, птиц звенящий караван… - Всё чаще стали сниться поезда… (Сны) - Вы пришлите в красивом конверте… (Романс) - Вы простите… (Билет) - Где-то город качает детей… - Где вы, близкие, и где — чужие?.. (Дорожные размышления) - Где же мы виделись? Вспомнить так хочется!.. (Воспоминание) - Где-то огнями поздними… - Давайте перейдём «на ты»… (Пародия на песню Б. Окуджавы) - Дверь не идут открывать… - Дверь открыта… (Ночной гость) - Дуня, перестань слезить платочек… (Дуня) - Днём морозным петергофским парком… (Оборванная лыжня) - До свиданья, мои дорогие… (Элегия) - Женская песенка - Жизнь, мой путь, увы, исповедим… - Здесь вечный снег, как вечный страх… - Здравствуй, город… - И снова уходим… - Как всё-таки прекрасно возвращаться… (Возвращение) - Когда-нибудь… - Когда уходят, не прощаясь… - Лес таёжный… (Ночная песенка) - Мертвенным светом луна заливает… (Памирский блюз) - Мне солнце виски опалит… (Иди) - Моё пальто — моя страна… - Наговорили мне… (Гости) - Над Парижем птицы не летают… (Над Парижем) - Настала осень… (Цитатная песенка) - Не случайно меня… (Сен-Женевьев-де-Буа) - Ни боли, ни досады… (Морская песня) | - Ну кто придумал эти горы… - Ну куда бежать от моей беды… - Ну что, борода, надоело… (Арктический вальс) - Ну что ты смеешься, а слёзы в глазах?.. - Очень растревожила… (Тоска дорожная) - Первый пояс — девяностый пояс… (Билет) - Пожалуйста, тихо, не надо шуметь… - Сколько… (Поздравление Е.Клячкину на 50-летие) - Пора, пора, сними ладонь с плеча… (Пора) - Потерял я тебя, потерял… - Почему я опять вместе с солнцем встаю… - Приснился сон — и маюсь… (Шутка) - Пью за подорожник, он мне всех дороже… (Подорожник) - С одним человеком случилась беда… (слова Юрия Тейха) - — Свободен? Да как сказать… (Пародия на песню Ю.Визбора) - Сегодня океан тревожен… - Сегодня провожаю я… (Проводы друзей) - Соберутся друзья… (Песня об отсутствующем друге) - Спешите, спешите, открыта, открыта… - Стучит по брезенту палатки сосед… - Тайгу, людей… (Рудничным геофизикам) - Ты в тайге от тоски задыхался… (Володе Бедареву) - Ты не поверишь — здесь кругом цветы…. - Ты сказал, поёшь… (Песня о двух встречах) - Ты играл чудесно на гитаре… - Ты слышишь… - У человека есть душа… (Душа) - Устали герои, устали… (Устали герои) - Утро, как будто без сна… - Цветы поставьте в воду! Все за стол!.. - Чёрт возьми, я ужасно завидую… (Альпинистская песня) - Что-то ветер сегодня… (Ветер) - Я бездомным марктвеновским Геком… (Гек Финн) - Я безнадёжно счастлив, как влюблённый евнух… (Восточная композиция) - Я за мечтами почти не заметил… (Талисман) - Я, конечно, стану старым… (Чтобы) - Я не верю в знахарок… (Вам) - Я перепутал звёзды… (Поздно) - Я уйду, мимоходом заглядевшись на небо… - Я умру на бегу, торопясь, опоздав… - Ящички, мешочки, дальние дороги… (Песенка о ногах) |

Кроме своих песен Юрий Кукин исполнял и чужие, в частности песни Владимира Высоцкого, Николая Шипилова, Евгения Калашникова.

## Фильмография
| Год  |   | Название                                    | Роль                     |
| ---- | - | ------------------------------------------- | ------------------------ |
| 1988 | ф | Игра с неизвестным (реж. Пётр Солдатенков). | Имя персонажа не указано |